# Woodstown
Woodstown és una població dels Estats Units a l'estat de Nova Jersey. Segons el cens del 2007 tenia 3.321 habitants.

## Demografia
Segons el cens del 2000, Woodstown tenia 3.136 habitants, 1.304 habitatges, i 839 famílies. La densitat de població era de 761,5 habitants per km².
Dels 1.304 habitatges en un 30,1% hi vivien nens de menys de 18 anys, en un 49,5% hi vivien parelles casades, en un 11,5% dones solteres, i en un 35,6% no eren unitats familiars. En el 30,8% dels habitatges hi vivien persones soles el 14,5% de les quals corresponia a persones de 65 anys o més que vivien soles. El nombre mitjà de persones vivint en cada habitatge era de 2,38 i el nombre mitjà de persones que vivien en cada família era de 3.
Per edats la població es repartia de la següent manera: un 24,7% tenia menys de 18 anys, un 6,9% entre 18 i 24, un 29,6% entre 25 i 44, un 22,3% de 45 a 60 i un 16,5% 65 anys o més.
L'edat mediana era de 38 anys. Per cada 100 dones de 18 o més anys hi havia 83,8 homes.
La renda mediana per habitatge era de 44.533 $ i la renda mediana per família de 56.328 $. Els homes tenien una renda mediana de 42.175 $ mentre que les dones 31.169 $. La renda per capita de la població era de 24.182 $. Aproximadament el 3,5% de les famílies i el 5,5% de la població estaven per davall del llindar de pobresa.

## Poblacions més properes
El següent diagrama mostra les poblacions més properes.